# Oli de festuc

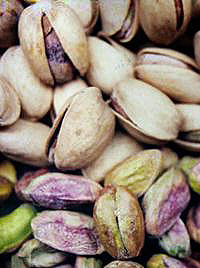
Festucs

L'oli de festuc o de pistatxo (en anglès Pistachio oil) és un oli obtingut per pressió de les llavors del pistatxer.

## Usos culinaris
Comparat amb altres olis de nous, l'oli de festuc té un gust fort. És alt en vitamina E (19mg/100g). Conté un 12,7% de greixos saturats, 53,8% dels monoinsaturats, 32,7% d'àcid linoleic, i 0,8% d'omega-3. Com a oli de taula afegeix gust, per exemple a verdures a la vapor.
També es fa servir en productes per la cura de la pell.